# Mickie Most
Mickie Most, vlastním jménem Michael Peter Hayes, (20. června 1938 – 30. května 2003) byl anglický hudební producent. Začínal jako zpěvák v duu Most Brothers, v němž dále působil Alex Wharton, které vydalo jeden singl. V roce 1959 odešel se svou manželkou do Jižní Afriky, kde založil kapelu Mickie Most and the Playboys. Roku 1962 se vrátil do Anglie. Později působil jako manažer a producent. V roce 1969 založil hudební vydavatelství RAK Records. Spolupracoval například se skupinami The Yardbirds a The Animals a také zpěvačkou Suzi Quatro.